# Санта-Доменіка-Талао
Санта-Доменіка-Талао (італ. Santa Domenica Talao, сиц. Santa Dumìnica) — муніципалітет в Італії, у регіоні Калабрія,  провінція Козенца.
Санта-Доменіка-Талао розташована на відстані близько 370 км на південний схід від Рима, 125 км на північний захід від Катандзаро, 70 км на північний захід від Козенци.
Населення — 1284 особи (2014).
Щорічний фестиваль відбувається 21 липня. Покровитель — San Giuseppe.

## Демографія
Населення за роками:

Станом на 1 січня 2023 року в муніципалітеті офіційно проживало 60 іноземців з 17 країн, серед них 15 громадян країн Євросоюзу та 9 громадян України.

## Сусідні муніципалітети
- Орсомарсо
- Папазідеро
- Прая-а-Маре
- Сан-Нікола-Арчелла
- Скалеа